# Moniteur d'auto-école

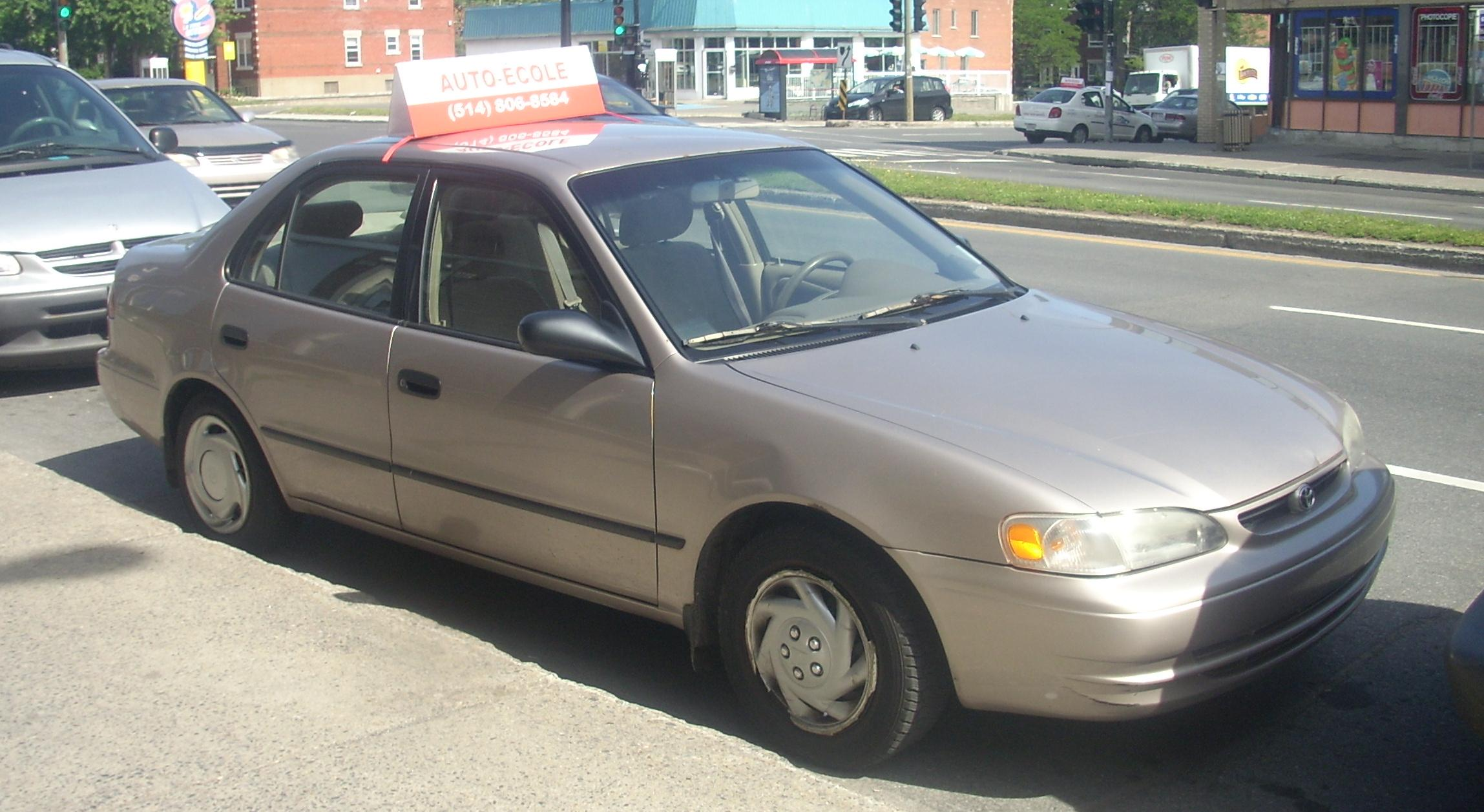
Voiture d'auto-école à Montréal en 2007.

Le moniteur d'auto-école est une personne chargée de dispenser l'enseignement théorique et pratique de la conduite d'un véhicule,. La partie pratique se déroule généralement lors de leçons individuelles. 
Le métier d'enseignant nécessite de la patience et de la pédagogie nécessaires à tout métier de l'éducation. L'apprentissage pratique se déroule le plus souvent, dans des conditions réelles, le véhicule-école étant intégré au reste de la circulation. Les commandes du véhicule-école sont généralement dédoublées et c'est au moniteur qu'il revient d'en prendre le contrôle en cas de danger non identifié par l'élève ou en cas de faute dangereuse de celui-ci.
Les conditions de travail de ce métier sont parfois jugées difficiles, notamment en ce qui concerne les horaires de travail ainsi que les conséquences du maintien de la position assise sur les douleurs dorsales. Le moniteur est exposé aux accidents de la circulation, au bruit, aux vibrations, aux gaz d'échappement des véhicules et aux contaminations biologiques par les clients.

## EnFrance
Le salaire est souvent le SMIC  horaire.
Les voitures sont à double commande (frein, accélérateur et embrayage, avertisseur sonore, éclairage, rétroviseurs) afin d'assurer la sécurité de la  voiture auto-école et des autres usagers de la route.
Pour pouvoir enseigner, il faut posséder le diplôme d'État BEPECASER (diplôme de niveau IV → Brevet d'Exercice à la Profession d'Enseignant de la Conduite Automobile et de la SEcurité Routière) et l'autorisation d'enseigner (délivrée par le Préfet du lieu de résidence). 
Le BEPECASER Tronc Commun sera remplacé en 2016-2017 par le Titre Professionnel d'Enseignant de la Conduite et de la Sécurité Routière (TP ECSR diplôme de niveau III en 2 ans).
Le moniteur, peut se spécialiser en suivant une formation pour obtenir la mention 2 roues (cyclomoteurs, moto) ou pour obtenir la mention poids lourd. Il peut devenir exploitant d'une auto-école.